# Christopher Lillis
Christopher Lillis (Rochester, 4 de octubre de 1998) es un deportista estadounidense que compite en esquí acrobático, especialista en la prueba de salto aéreo. Su hermano Jonathon compitió en el mismo deporte.
Participó en los Juegos Olímpicos de Pekín 2022, obteniendo una medalla de oro en la prueba por equipo mixto. Ganó cuatro medallas en el Campeonato Mundial de Esquí Acrobático entre los años 2021 y 2025.

## Medallero internacional
| Juegos Olímpicos   | Juegos Olímpicos    | Juegos Olímpicos  | Juegos Olímpicos         |
| Año                | Lugar               | Medalla           | Prueba                   |
| ------------------ | ------------------- | ----------------- | ------------------------ |
| 2022               | Pekín (China)       | Medalla de oro    | Salto aéreo equipo mixto |
| Campeonato Mundial |                     |                   |                          |
| Año                | Lugar               | Medalla           | Prueba                   |
| 2021               | Almaty (Kazajistán) | Medalla de plata  | Salto aéreo              |
| 2021               | Almaty (Kazajistán) | Medalla de bronce | Salto aéreo por equipos  |
| 2023               | Bakuriani (Georgia) | Medalla de oro    | Salto aéreo por equipos  |
| 2025               | Engadina (Suiza)    | Medalla de oro    | Salto aéreo por equipos  |